# 望月ジュニア
望月 ジュニア（もちづき ジュニア、2002年4月20日 - ）は、日本の男性プロレスラー。東京都江東区出身。DRAGON GATE所属。血液型B型。

## 来歴
プロレスラー・望月マサアキの実の息子。
2021年4月、高校卒業後DRAGON GATE入門。同期は加藤良輝、柳内大貴。
2022年5月11日の後楽園ホール大会で、実父である望月がH・Y・Oに椅子攻撃される所を救出し、6月3日の後楽園大会でデビューが決まった。
6月3日の後楽園大会で望月から実の息子である事、望月リョートへの改名が発表され、そのままデビュー戦の相手である、悪冠一色に勝利した。しかし試合後にウルティモ・ドラゴンから、望月が多過ぎると指摘を受け、望月ジュニアへと改名を発表した。
7月30日のワールド記念ホール大会で、デビュー1ヶ月で、オープン・ザ・トライアングルゲート王座を獲得した。
2024年7月11日に自身のSNSに江東区出身ではなく世田谷区出身と投稿。

## 得意技
ツイスター・ザ・ワールド
ティロ・フィナーレ
超電磁砲
ジャーマンスープレックス
各種キック

## タイトル歴
DRAGON GATE
- オープン・ザ・トライアングルゲート王座（第82代）（パートナーは望月マサアキ＆望月ススム）